# Longoseiro
Longoseiro (llamada oficialmente Santa Mariña de Longoseiros) es una parroquia y un lugar español del municipio de Carballino, en la provincia de Orense, Galicia.

## Toponimia
La parroquia también es conocida por los nombres de Santa Marina de Longoseiro, Santa Marina de Longoseiros y Santa Mariña de Longoseiro.

## Organización territorial
La parroquia está formada por cinco entidades de población:
- Enfesta
- Godás de Cima
- Godás de Río (Godás do Río)
- Longoseiros
- Pontarriza

## Demografía

### Parroquia
| Gráfica de evolución demográfica de Longoseiro (parroquia) entre 2000 y 2022 |
|                                                                              |
| Datos según el nomenclátor publicado por el INE.                             |

### Lugar
| Gráfica de evolución demográfica de Longoseiros (lugar) entre 2000 y 2022 |
|                                                                           |
| Datos según el nomenclátor publicado por el INE.                          |